# اف.کا. ۲۶
اف. کا. ۲۶ (به انگلیسی: BAT_F.K.26) یک هواگرد ملخ‌پیشین تک‌موتوره از نوع ترابری ساخت شرکت British Aerial Transport Company Limited است. هواگرد اف.کا. ۲۶ نخستین پروازش را در ۱۹۱۹ میلادی انجام داد. در مجموع، تعداد ۴ فروند از این هواگرد ساخته شده‌است.
طراح این هواگرد، Frederick Koolhoven بود.